# Willie Hoffmann-Andersen
Willie Hoffmann-Andersen (Pseudonym F. W. Andersen; * 15. Januar 1904 als Alfred Julius Willi Hoffmann in Schöneberg; † 7. Juni 1968 in München) war ein deutscher Filmproduzent und -regisseur.

## Leben und Wirken
Der Sohn des Staatsbeamten Hermann Hoffmann und seiner Frau Martha, geb. Schulze, besuchte eine Realschule in Neukölln und begann seine Laufbahn 1919 als Volontär bei der Metro-Film. Er durchlief eine praktische Ausbildung in diversen Filmsparten und wirkte – ehe er zur Produktion stieß – als Aufnahmeleiter, Kameraassistent, Produktionsleiter und gegen Ende der Stummfilmära kurzzeitig auch als Regisseur. Berufliche Reisen führten ihn in dieser Zeit nach Paris, Wien, Prag und London.
Nach der NS-Machtergreifung emigrierte Hoffmann-Andersen, der seit 1931 mit der Jüdin Margareta Berliner verheiratet war, 1935 gemeinsam mit seiner Frau und dem 1932 geborenen Sohn nach Jugoslawien. Dies hatte seinen Ausschluss aus der Reichsfilmkammer zur Folge, was einem Berufsverbot gleichkam. Im Exil lebte die Familie in Belgrad und Zemun und konnte sich notdürftig über Wasser halten. 1944 wurden die Hoffmanns aus dem besetzten Jugoslawien ausgewiesen und landeten via Wien und Berlin schließlich in der Kleinstadt Weitra im niederösterreichischen Waldviertel. Einer Einberufung zum Volkssturm entzog sich Hoffmann-Andersen, indem er sich nach Bayern absetzte und versteckt hielt.
Gleich nach dem Zweiten Weltkrieg war er Chef einer in München beheimateten Gastspieldirektion. Mit der Apollo-Filmproduktion GmbH gründete Hoffmann-Andersen 1950 seine eigene Filmproduktionsfirma, die in den kommenden sechs Jahren insgesamt 14 Filme in die Kinos brachte – durchgehend leichtgewichtige Unterhaltungsware. Für die Apollo traten seit Jahrzehnten etablierte Altstars wie Hans Söhnker, Willy Birgel, Ilse Werner, Rudolf Forster, Rudolf Prack und Theo Lingen vor die Kamera. Die Apollo-Produktionspalette umfasste vor allem Melodramen, Heimatfilme und Edelschnulzen. 1956 beendete Hoffmann-Andersen schlagartig seine Filmarbeit.
Der Produzent war insgesamt viermal verheiratet. Ab 1954 führte er auch amtlich den Nachnamen Hoffmann-Andersen. Zuletzt in München wohnhaft, starb er 1968 im Klinikum rechts der Isar.

## Filmografie
als Produzent, wenn nicht anders angegeben
- 1929: Nacht vor dem Tode (Regie)
- 1930: Die Sünde der Lissy Krafft (Regie)
- 1950: Die Sterne lügen nicht
- 1950: Herzen im Sturm
- 1951: Durch dick und dünn
- 1951: Wenn die Abendglocken läuten
- 1952: Mein Herz darfst Du nicht fragen
- 1952: Wenn abends die Heide träumt
- 1953: Von Liebe reden wir später
- 1953: Mit siebzehn beginnt das Leben
- 1953: Rote Rosen, rote Lippen, roter Wein
- 1954: Ännchen von Tharau
- 1954: Rittmeister Wronski
- 1955: Ein Mann vergißt die Liebe
- 1955: Eine Frau genügt nicht?
- 1956: Waldwinter